# Volodimir Bahaziy
Volodýmyr Panteleimónovych Bahaziy (ucraniano: Вoлoдимир Пантелеймонович Багазiй; 1902 - 21 de febrero de 1942) fue un nacionalista ucraniano afiliado a Andriy Mélnyk (en), quien fue jefe de la administración de la ciudad de Kiev bajo la ocupación alemana desde octubre de 1941 hasta febrero de 1942.

## Biografía
Nacido en el pueblo de Riabíyivka, Bahaziy fue un pedagogo profesional, enseñó en una escuela judía y luego fue un estudiante de posgrado en el Instituto Pedagógico de Kiev. En septiembre de 1941, cuando los alemanes ocuparon Kiev, Oleksandr Ohloblyn, que lo conocía desde hacía años, lo invitó a la reunión donde representantes de la Organización de Nacionalistas Ucranianos asociados con Andriy Mélnyk formaron la nueva administración de la ciudad de Kiev. Aunque Bahaziy contaba con el apoyo de un grupo numeroso, los representantes de la OUN desconfiaron de él y acordaron nombrarlo diputado de Ohloblyn, quien se convirtió en alcalde de la ciudad. Muy pronto, sin embargo, Bahaziy se ganó el favor tanto del pueblo de la OUN (por su participación activa en las actividades del Consejo Nacional Ucraniano) como de los líderes militares alemanes. Más tarde se demostró que las afirmaciones de que estuvo personalmente presente durante la ejecución de judíos en Babi Yarno eran ciertas.En octubre de 1941, Ohloblyn se jubiló y Bahaziy fue nombrado nuevo alcalde de Kiev.
Como alcalde de Kiev, Bahaziy se encontró con la amarga oposición de Erich Koch, el brutal administrador nazi del Reichskommissariat de Ucrania. En un discurso ante los periodistas, Bahaziy elogió a los líderes de la OUN y proclamó que "los ojos de todos los ucranianos están vueltos hacia Mélnyk". Un oficial alemán rogó a los periodistas que no difundieran este comentario por temor a enardecer a las autoridades nazis. En enero de 1942, Bahaziy fue arrestado y acusado de varios delitos, incluida la amenaza al obispo prorruso de Kiev, el robo de propiedad alemana para ayudar a la causa nacionalista ucraniana, ser líder del ala melnykita de la OUN e intentar asegurar el control de la policía ucraniana. Poco después fue ejecutado en Babi Yar junto con otros nacionalistas ucranianos, aunque su esposa no se enteró de su muerte y siguió llevándole paquetes a la prisión de Kiev hasta el verano de 1942.